# Мейха, Надя
Грейс Надя Эйхман Мейха (родилась 22 ноября 1995) — американская модель и победительница конкурса красоты, где выиграла Мисс Калифорния США 2016 и помещена в ТОП-5 по Мисс США 2016.
Мейха — дочь эквадорского музыканта Херардо Мейха, наиболее известного благодаря песне «Мачо» в 1990-х годах, и Кэти Эйхман, Мисс Западная Вирджиния, США 1989, и появилась со своей семьей в реалити — шоу «Suave Says». Она является выпускником 2013 года Diamond Bar High School. Мейха работает в качестве модели и подписала контракт с Next Management. Однажды она страдала от анорексии.
Мехия выиграла конкурс Мисс Калифорния США 2016 в ноябре 2016 года после ранее конкурировали три раза для Miss California Teen США и возглавляет двадцатку на Мисс Калифорния США 2015. Она представила Калифорнию на Мисс США 2016, где она была признана любимицей фанов и вошла в пятерку..